# (12284) Pohl
(12284) Pohl (1991 FP) – planetoida z pasa głównego asteroid okrążająca Słońce w ciągu 5,73 lat w średniej odległości 3,2 j.a. Odkryta 17 marca 1991 roku.